# Орск (городской округ)
Орск или город Орск — административно-территориальная единица (город) и одноимённое муниципальное образование (городской округ) в Оренбургской области Российской Федерации.
Административный центр — город Орск.

## География
Городской округ расположен на юго-востоке Оренбургской области, на юге граничит с Казахстаном.

## История
2 июля 2001 года в соответствии с Законом Оренбургской области № 238/282-II-ОЗ в состав муниципального образования город Орск включены Крыловский, Мирный, Тукайский, Ударникский сельсоветы, а также населённые пункты посёлок Новоказачий и село Ора.
2 сентября 2004 года в соответствии с Законом Оренбургской области № 1424/211-III-ОЗ муниципальное образование город Орск Оренбургской области наделено статусом городского округа.

## Население
| 2002     | 2003     | 2004     | 2009     | 2010     | 2012     | 2013     | 2014     | 2015     |
| -------- | -------- | -------- | -------- | -------- | -------- | -------- | -------- | -------- |
| 255 418  | ↘255 000 | ↘253 500 | ↘249 464 | ↘244 004 | ↘242 170 | ↘240 484 | ↘238 897 | ↘236 962 |
| 2016     | 2017     | 2018     | 2019     | 2020     | 2021     | 2024     | 2025     |          |
| ↘235 123 | ↘234 408 | ↘233 235 | ↘231 901 | ↘230 449 | ↘192 074 | ↘190 318 | ↘188 136 |          |

### Урбанизация
В городских условиях (город Орск) проживают 98,53 % населения района.

## Состав городского округа
| № | Населённый пункт | Тип населённого пункта        | Население | Административное подчинение |
| - | ---------------- | ----------------------------- | --------- | --------------------------- |
| 1 | Казарма 20 км    | посёлок                       | 30        | Советский район             |
| 2 | Крыловка         | село                          | 1172      | Советский район             |
| 3 | Мирный           | посёлок                       | 358       | Октябрьский район           |
| 4 | Новоказачий      | посёлок                       | 618       | Ленинский район             |
| 5 | Ора              | село                          | 400       | Советский район             |
| 6 | Орск             | город, административный центр | ↘185 362  |                             |
| 7 | Тукай            | село                          | 361       | Советский район             |
| 8 | Ударник          | село                          | 1164      | Советский район             |
| 9 | Урпия            | село                          | 101       | Советский район             |